# ريتشارد ديفيز (سياسي)
ريتشارد ديفيز (بالإنجليزية: Richard Davies)‏ هو سياسي بريطاني (وحمل سابقاً جنسية المملكة المتحدة لبريطانيا العظمى وأيرلندا)، ولد في 29 نوفمبر 1818 في المملكة المتحدة، وتوفي في 27 أكتوبر 1896 في المملكة المتحدة. حزبياً، نشط في الحزب الليبرالي.

## مناصب
- في الانتخابات العامة في المملكة المتحدة 1868 [الإنجليزية]‏، انتخب عضو برلمان المملكة المتحدة الـ20 عن دائرة ينيس مون (17 نوفمبر 1868 – 26 يناير 1874).
- في الانتخابات العمومية البريطانية 1874 [الإنجليزية]‏، انتخب عضو برلمان المملكة المتحدة الـ21 عن دائرة ينيس مون (31 يناير 1874 – 24 مارس 1880).
- في الانتخابات العمومية البريطانية 1880 [الإنجليزية]‏، انتخب عضو برلمان المملكة المتحدة الـ22 عن دائرة ينيس مون (31 مارس 1880 – 18 نوفمبر 1885).
- في الانتخابات العمومية البريطانية 1885 [الإنجليزية]‏، انتخب عضو برلمان المملكة المتحدة الـ23 عن دائرة ينيس مون (24 نوفمبر 1885 – 26 يونيو 1886).